# Concessio
En retórica, y dentro de las figuras retóricas, la concessio es una de las figuras dialécticas. Consiste en conceder parte de la razón al adversario en el asunto sobre el que se está discutiendo; en tanto que recurso retórico, este reconocimiento parcial de falta de razón no es más que un mecanismo que tiene por objeto intensificar la importancia del resto de aspectos en los que no se concede la razón al otro.
- Datos: Q1123930